# Norrköping–Söderköping–Vikbolandets Järnväg
| Kopfbahnhof Streckenanfang (Strecke außer Betrieb)        | 0,0    | Norrköping östra                                        | Norrköping östra                                       |
| Abzweig geradeaus und nach rechts (Strecke außer Betrieb) |        | Bahnstrecke Kimstad–Norrköping nach Örebro              | Bahnstrecke Kimstad–Norrköping nach Örebro             |
| Abzweig geradeaus und nach links (Strecke außer Betrieb)  |        | Verbindungsbahn nach Norrköping C                       | Verbindungsbahn nach Norrköping C                      |
| Haltepunkt / Haltestelle (Strecke außer Betrieb)          | 2,636  | Lidavägen                                               | Lidavägen                                              |
| Haltepunkt / Haltestelle (Strecke außer Betrieb)          | 3,556  | Brånnestad (Hållplats, Lastplats)                       | 20 m ö.h.                                              |
| Haltepunkt / Haltestelle (Strecke außer Betrieb)          | 5,354  | Bjärby                                                  | Bjärby                                                 |
| Bahnhof (Strecke außer Betrieb)                           | 0,0    | Kummelby                                                | 21 m.ö.h.                                              |
| Abzweig geradeaus und nach rechts (Strecke außer Betrieb) |        | nach Valdemarsvik                                       | nach Valdemarsvik                                      |
| Haltepunkt / Haltestelle (Strecke außer Betrieb)          | 3,235  | Sörby (Hållplats, ab 1950 „Sörby tegelbruk“, bis 1959)  | Sörby (Hållplats, ab 1950 „Sörby tegelbruk“, bis 1959) |
| Haltepunkt / Haltestelle (Strecke außer Betrieb)          | 5,122  | Furingstad (Hållplats)                                  | 24 m.ö.h.                                              |
| Bahnhof (Strecke außer Betrieb)                           | 9,057  | Åsvittinge                                              | 11 m.ö.h.                                              |
| Bahnhof (Strecke außer Betrieb)                           | 13,017 | Kuddby                                                  | 12 m.ö.h.                                              |
| Bahnhof (Strecke außer Betrieb)                           | 16,692 | Östra Stenby                                            | 17 m.ö.h.                                              |
| Abzweig geradeaus und nach links (Strecke außer Betrieb)  |        | Vikbolandsbanans grusgrop                               | Vikbolandsbanans grusgrop                              |
| Bahnhof (Strecke außer Betrieb)                           | 20,627 | Östra Husby                                             | 16 m.ö.h.                                              |
| Bahnhof (Strecke außer Betrieb)                           | 24,087 | Häradshammar                                            | 11 m.ö.h.                                              |
| Haltepunkt / Haltestelle (Strecke außer Betrieb)          | 25,787 | Hylinge (Hållplats, Lastplats)                          | 10 m.ö.h.                                              |
| Haltepunkt / Haltestelle (Strecke außer Betrieb)          | 28,646 | Svenneby (Hållplats, Lastplats)                         | 9 m.ö.h.                                               |
| Bahnhof (Strecke außer Betrieb)                           | 28,646 | Svenneby                                                | Svenneby                                               |
| Haltepunkt / Haltestelle (Strecke außer Betrieb)          | 31,1   | Finntorp (später „Mullingstorp“,Hållplats)              | Finntorp (später „Mullingstorp“,Hållplats)             |
| Bahnhof (Strecke außer Betrieb)                           | 33,092 | Kättinge                                                | 9 m.ö.h.                                               |
| Brücke über Wasserlauf (Strecke außer Betrieb)            |        | Mönnerumsån                                             | Mönnerumsån                                            |
| Bahnhof (Strecke außer Betrieb)                           | 37,7   | Jonsberg                                                | 8 m.ö.h.                                               |
| Haltepunkt / Haltestelle (Strecke außer Betrieb)          | 41,909 | Isnäs bis 1. Jan. 1939 „Öbnebo“, (Hållplats, Lastplats) | 11 m.ö.h.                                              |
| Haltepunkt / Haltestelle (Strecke außer Betrieb)          | 43,956 | Gåsåker (Hållplats)                                     | 8 m.ö.h.                                               |
| Bahnhof (Strecke außer Betrieb)                           | 46,236 | Arkösund                                                | 2 m.ö.h.                                               |
|                                                           | 46,642 | Arkösund hamnspår                                       | Arkösund hamnspår                                      |
|                                                           |        |                                                         |                                                        |
| Quellen:                                                  |        |                                                         |                                                        |

| Strecke (außer Betrieb)                                   |        | von Norrköping östra                                | von Norrköping östra                                |
| Bahnhof (Strecke außer Betrieb)                           | 0,0    | Kummelby                                            | 21 m.ö.h.                                           |
| Abzweig geradeaus und nach links (Strecke außer Betrieb)  |        | Arkösund                                            | Arkösund                                            |
| Bahnhof (Strecke außer Betrieb)                           | 8,872  | Tingstad (Hållplats, Lastplats)                     | 31 m.ö.h.                                           |
| Haltepunkt / Haltestelle (Strecke außer Betrieb)          | 10,054 | Fransberg (Hållplats)                               | Fransberg (Hållplats)                               |
| Haltepunkt / Haltestelle (Strecke außer Betrieb)          | 11,657 | Korsbrinken (Hållplats, Lastplats)                  | 28 m.ö.h.                                           |
| Haltepunkt / Haltestelle (Strecke außer Betrieb)          | 13,891 | Klevbrinken (Hållplats, Lastplats, bis 1951 Dockan) | Klevbrinken (Hållplats, Lastplats, bis 1951 Dockan) |
| Brücke über Wasserlauf (Strecke außer Betrieb)            | 14,224 | Göta-Kanal (36,83 m)                                | Göta-Kanal (36,83 m)                                |
| Blockstelle (Strecke außer Betrieb)                       | 14,353 | Götakanal Hafen                                     | Götakanal Hafen                                     |
| Brücke über Wasserlauf (Strecke außer Betrieb)            | 14,652 | Lillån                                              | Lillån                                              |
| Bahnhof (Strecke außer Betrieb)                           | 15,989 | Söderköping                                         | 4 m.ö.h.                                            |
| Haltepunkt / Haltestelle (Strecke außer Betrieb)          | 19,8   | Skönberga (1. Sept. 1961 bis 25. Sept. 1966)        | Skönberga (1. Sept. 1961 bis 25. Sept. 1966)        |
| Haltepunkt / Haltestelle (Strecke außer Betrieb)          | 19,923 | Skönberga (Hållplats, Lastplats)                    | 34 m.ö.h.                                           |
| Abzweig geradeaus und nach rechts (Strecke außer Betrieb) |        | Brobergs grusgrop                                   | Brobergs grusgrop                                   |
| Abzweig geradeaus und nach rechts (Strecke außer Betrieb) |        | Kalleby grustag                                     | Kalleby grustag                                     |
| Haltepunkt / Haltestelle (Strecke außer Betrieb)          | 23,118 | Bolltorp (Hållplats)                                | Bolltorp (Hållplats)                                |
| Haltepunkt / Haltestelle (Strecke außer Betrieb)          | 26,343 | Skåresta (Hållplats, Lastplats)                     | 30 m.ö.h.                                           |
| Haltepunkt / Haltestelle (Strecke außer Betrieb)          | 29,076 | Skälboö (Hållplats, Lastplats)                      | 33 m.ö.h.                                           |
| Haltepunkt / Haltestelle (Strecke außer Betrieb)          | 31,088 | Hamburg (Hållplats)                                 | Hamburg (Hållplats)                                 |
| Bahnhof (Strecke außer Betrieb)                           | 34,972 | Ringarum                                            | 35 m.ö.h.                                           |
| Haltepunkt / Haltestelle (Strecke außer Betrieb)          | 36,929 | Strolången (Hållplats, Lastplats)                   | 36 m.ö.h.                                           |
| Haltepunkt / Haltestelle (Strecke außer Betrieb)          | 37,489 | Strolången (Hållplats)                              | Strolången (Hållplats)                              |
| Haltepunkt / Haltestelle (Strecke außer Betrieb)          |        | Engelholm                                           | Engelholm                                           |
| Haltepunkt / Haltestelle (Strecke außer Betrieb)          | 41,230 | Yxningen (Hållplats, Lastplats)                     | 42 m.ö.h.                                           |
| Bahnhof (Strecke außer Betrieb)                           | 43,974 | Gusum                                               | 42 m.ö.h.                                           |
| Brücke über Wasserlauf (Strecke außer Betrieb)            | 44,226 | Gusumsån                                            | Gusumsån                                            |
| Abzweig geradeaus und von rechts (Strecke außer Betrieb)  |        | Fallingebergs grusgrop, etwa 4 km                   | Fallingebergs grusgrop, etwa 4 km                   |
| Bahnhof (Strecke außer Betrieb)                           | 48,625 | Birkekärr (Hållplats, Lastplats)                    | 32 m.ö.h.                                           |
| Haltepunkt / Haltestelle (Strecke außer Betrieb)          | 50,271 | Brårum (Hållplats)                                  | Brårum (Hållplats)                                  |
| Bahnhof (Strecke außer Betrieb)                           | 54,914 | Valdemarsvik                                        | 3 m.ö.h.                                            |
|                                                           |        | Valdemarsvik hamnspår                               |                                                     |

Die schwedische private Eisenbahngesellschaft Norrköping–Söderköping–Vikbolandets Järnväg (NSVJ) betrieb mit den Bahnstrecken Norrköpings östra–Arkösund und Kummelby–Valdemarsvik zwei schmalspurige Eisenbahnstrecke auf der Halbinsel Vikbolandet in Östergötland. Die erste Teilstrecke zwischen Norrköping östra und Kummelby (Richtung Arkösund) sowie der erste Teil einer Zweigstrecke zwischen Kummelby und Söderköping (Richtung Valdemarsvik) wurden 1893 in Betrieb genommen.

## Geschichte
In den späten 1800er Jahren wurden in vielen Ländern, so auch in Schweden, neue Eisenbahnstrecken gebaut. Es war der Wunsch der Bevölkerung, dieses neue Verkehrsmittel in Wohnortnähe zu haben. Manche der oft verkehrsmäßig isolierten Orte wurde so besser an die Zentren angebunden. Neue Orte entstanden um die Bahnhöfe. Um 1870 gab es einen Vorschlag für eine Eisenbahnstrecke zwischen Norrköping und Söderköping. Viele Vorschläge für die Führung der Strecke zwischen den beiden Orten entstanden und wurden wieder verworfen.
Gustaf Bodvidsson aus Vittinge begann in den späten 1880er Jahren, für eine Eisenbahn auf der Halbinsel Vikbolandet zu werben. Der erste Vorschlag enthielt eine Hauptstrecke Norrköping–Gröngata–Arkösund mit etwa 51 Kilometern Länge und einer Nebenstrecke von Gröngata nach Stegeborgs färjeplats mit etwa 14 Kilometern. Ein Planungskomitee wurde mit Bürgermeister C. A .R. Lothigius aus Norrköping als Vorsitzenden und Gerichtsvollzieher Carl Grönberg als stellvertretenden Vorsitzenden eingerichtet, der Landwirt Gustaf Bodvidsson wurde Sekretär des Komitees.
Das Komitee beantragte statt der Nebenbahn Gröngata–Stegeborg eine Streckenführung zwischen Tingstad bei Kummelby nach Söderköping. Mit dieser Änderung wurde ein Kostenvoranschlag erstellt, der einschließlich des Erwerbs von Grundstücken und des Kaufs von Fahrzeugen Kosten in Höhe von 1.450.000 Kronen auswies. Um dies zu realisieren, wurde ein Aktienkapital von 750.000 Kronen benötigt. Nach einer Einladung zur Aktienzeichnung wurde die Konzession für eine Strecke von Norrköping über Kummelby nach Söderköping und von Kummelby bis Arkösund beantragt. Diese Konzessionen wurde am 27. November 1891 erteilt.
In der Gründungsversammlung der Norrköping–Söderköping–Vikbolandets järnvägsaktiebolag am 18. Mai 1892 in Norrköping wurde der Vorstand gewählt und die Konzession übernommen. Zum Vorstandsvorsitzenden wurde Bürgermeister C. A. R. Lothigius gewählt. Nach der Zusage von Staatsanleihen in Höhe von 653.000 Kronen durch den König am 5. November 1892 waren die notwendigen Mittel für den Bau der Strecke vorhanden. Das Unternehmen beauftragte den Ingenieur Freiherr Carl Fägerskiöld mit dem Bau der Strecke zu einem Preis von 760.000 Kronen, wofür dieser 100.000 Kronen als Aktien der Gesellschaft erhalten sollte. Als Vorarbeiter berief Fägerskiöld Ingenieur Carl Hult, der 1893 den Bauauftrag von ihn erhielt. In der Aktiengesellschaft war C. A. Ahlbom für die Steuerung der Wirtschaftlichkeit (englisch Controller) eingesetzt. Alle notwendigen Grundstücke für den Streckenbau und dessen Einrichtungen wurden enteignet. Als Entschädigungen erhielten die Betroffenen Aktien des Eisenbahnunternehmens.

### Vikbolandsbanan
Im Volksmund und teilweise im Betrieb wurde die am 23. Dezember 1893 eröffnete 16,3 km lange erste Teilstrecke Norrköpings östra–Kummelby–Söderköping als Vikbolandsbanan bezeichnet. Dieser Name wurde zudem auf alle später eröffneten Streckenteile übertragen, auch als die verlängerte Strecke nach Valdemarsvik einen eigenen Namen erhielt.
Die Strecke hatten eine Spurweite von 891 mm und im Endausbau eine Länge von 101,3 km, davon 101 km in Östergötlands län und 0,3 km in Kalmar län in den damaligen Län-Grenzen. Die Strecken waren von 1893 bis 1966 in Betrieb.
Für die Strecke wurden 1894 Schienen mit einem Metergewicht von 24,8 kg, die Standard-Schiene der damaligen Zeit, verwendet.

### Hammarkindsbanan
Am 22. März 1901 folgte die Konzession für die Verlängerung der Strecke von Söderköping nach Süden bis Valdemarsvik. Dieser Abschnitt wurde Hammarkindsbanan genannt. Ein großer Kunde an der Strecke war Gusums bruk. Die Firma stellte Reißverschlüsse her.

## Streckenführung

### Bahnstrecke Norrköping östra–Arkösund
Die Strecke begann am Bahnhof Norrköping östra und führte sechs Kilometer nach Südosten nach Kummelby. Dort teilte sich die Strecke in zwei Äste. Die erste Strecke führte von Kummelby ausgehend Richtung Nordosten nach Kuddby und südlich von Häradshammars kyrka in Arkösund zur Ostsee.

### Bahnstrecke Kummelby–Valdemarsvik
Die in Kummelby abzweigende Strecke ging weiter über den Göta-Kanal nach Söderköping und von dort am See Strolången vorbei nach Gusums bruk in der Nähe der Bucht Åkertorpsviken des Sees Yxningen, wo eine Hafenbahn abzweigte. Dann folgte die Endstation südlich von Valdemarsvik.
Als die Strecke zwischen Söderköping und Valdemarsvik gebaut wurde, wurde der Bahnhof in Söderköping verlegt, wobei die ursprüngliche Route der Strecke Norrköping–Söderköping um einen Kilometer verlängert wurde. Bei Norrköping östra bestand eine Verbindung mit der Bahnstrecke Kimstad–Norrköping und durch diese Verbindung mit dem Schmalspurbahn-System zwischen Örebro und Hultsfred mit zahlreichen weiteren schmalspurigen Strecken.

## Betrieb
Für den Betrieb der beiden Strecken wurden zwei Lokschuppen und sechs Drehscheiben gebaut und im Laufe der Jahre folgende Fahrzeuge beschafft, die unabhängig vom Namen der Bahngesellschaft mit V. B. vor der Betriebsnummer gekennzeichnet wurden:
| Nummer | Name | Bauart           | Achsfolge | Hersteller                                 | Fabr.-Nr./ Baujahr | Besonderes |
| ------ | ---- | ---------------- | --------- | ------------------------------------------ | ------------------ | --- |
| 1      |      | Tenderlok        | C t       | Motala Verkstad, Motala                    | 133/ 1893          | 1916 für 15.000 Kronen an Nordmark–Klarälvens Järnvägar verkauft, NKlJ 19, 1952 verschrottet                                                                                                   |
| 2      |      | Tenderlok        | C t       | Motala Verkstad, Motala                    | 134/ 1893          | 1916 an Nordmark–Klarälvens Järnvägar verkauft, NKlJ 2, 1938 verschrottet |
| 3      |      | Tenderlok        | C t       | Motala Verkstad, Motala                    | 136/ 1893          | 1917 an Nordmark–Klarälvens Järnvägar verkauft, NKlJ 20 |
| 4      |      | Tenderlok        | C t       | Motala Verkstad, Motala                    | 137/ 1893          | 1913 an Väderstad–Skänninge–Bränninge Järnväg (VSBJ) verkauft, VSBJ 2, 1929 verschrottet |
| 5      |      | Tenderlok        | 1 C t     | Motala Verkstad, Motala                    | 195/ 1898          | 1927 verschrottet |
| 6      |      | Tenderlok        | 1 C t     | Nydqvist & Holm AB, Trollhättan            | 748/ 1904          | 1950 SJ S4p 3176, 1958 verschrottet |
| 7      |      | Tenderlok        | 1 C t     | Nydqvist & Holm AB, Trollhättan            | 749/ 1904          | 1913 an Hvetlanda–Säfsjö Järnväg (HvSJ) verkauft, HVSJ 2, 1955 verschrottet |
| 8      |      | Tenderlok        | 1 C t     | Nydqvist & Holm AB, Trollhättan            | 750/ 1905          | 1950 SJ S4p 3177, 1954 verschrottet |
| 9      |      | Tenderlok        | 1 C 1 t   | Nydqvist & Holm AB, Trollhättan            | 984/ 1912          | 1950 SJ S20p 3166, 1960 verschrottet |
| 10     |      | Tenderlok        | 1 D t     | Nydqvist & Holm AB, Trollhättan            | 1060/ 1915         | 1950 SJ N7p 3165, 1960 verschrottet |
| 11     |      | Tenderlok        | 1 C 1 t   | Nydqvist & Holm AB, Trollhättan            | 1100/ 1916         | 1950 SJ S20p 3167, 1955 verschrottet |
| 12     |      | Tenderlok        | 1 D t     | Nydqvist & Holm AB, Trollhättan            | 1111/ 1917         | 1950 SJ N6p 3164, 1964 an Hå–Vallviks Järnväg verkauft |
| 13     |      | Schlepptenderlok | D 2       | Nydqvist & Holm AB, Trollhättan            | 912/ 1909          | 1937 von Nordmark–Klarälvens Järnvägar gekauft, vorher NKlJ 13, 1950 SJ G3p 3153, 1951 verschrottet                                                                                            |
| X1     |      | Dieseltriebwagen | B 2       | Diesel Elektriska Vagn Aktiebolaget (DEVA) | 8/ 1916            | Type BCF, 75 PS, im Juli 1918 für 70.000 Kronen gekauft, 1944 zu einem 3.-Klasse-Personenwagen umgebaut, bei der Verstaatlichung an Statens Järnvägar als Co 401 übertragen, 1962 verschrottet |
| X2     |      | Dieseltriebwagen | B 2       | DEVA                                       | 9/ 1922            | Type F, gleicher Typ wie VB-X1, 120 PS-Motor |
| X3     |      | Dieseltriebwagen | B 2       | DEVA                                       | 18/ 1922           | Type DF, 1924 geliefert, mit 8-Zylinder-Motor mit 120 PS, mit großem Gepäckraum, maximale Anhängelast 50 Tonnen                                                                                |
| X4     |      | Dieseltriebwagen | B 2       | DEVA                                       | 28/ 1925           | Type F(c), bei der Verstaatlichung von SJ als SJ 872 übernommen, 1958 verschrottet |
| Y5     |      | Schienenbus      | A 1       | Hilding Carlssons Mekaniska Verkstad, Umeå | / 1937             | zweiachsiger Schienenbus Haren, der Motor mit 130 PS lief mit Leichtbenzin, oft mit Beiwagen verwendet, 1946 an Mellersta Östergötlands Järnvägar verkauft                                     |
| –      |      | Dampftriebwagen  | A 2       |                                            | / 1898             | 1903 an Ronehamn–Hemse Järnvägar verkauft – RHJ 2 |

## Teilstrecken und Kosten
Die im Laufe der Jahre gebauten Teilstrecken wurden wie folgt eröffnet:
- Norrköping östra–Kummelby–Söderköping, 16,3 km, 23. Dezember 1893
- Kummelby–Östra Husby, 20,7 km, 8. September 1894
- Östra Husby–Arkösund, 25,5 km, 15. Juni 1895
- Söderköping–Gusum, 27,9 km, 15. Mai 1906
- Gusum–Valdemarsvik, 10,9 km, 1. Oktober 1906

Ende 1912 wurden die gesamten Baukosten mit 3.768.247 Kronen festgestellt. Das Aktienkapital betrug 1.389.600 Kronen, auf die Fahrzeuge entfielen 587.329 Kronen und ein Reservefonds betrug 32.835 Kronen. Die Adresse der Bahnverwaltung und der Sitz der Aktiengesellschaft war Norrköping.
Die Dividende betrug in den 1910er und 1920er Jahren zwischen 3 % und 4 %. 1930 wurden die Zahlungen eingestellt, als das Unternehmen Verlust einfuhr. Im Zweiten Weltkrieg wurde durch die Zunahme des Verkehrs das Unternehmen 1942  schuldenfrei und die Dividendenzahlungen wurden in Höhe von 4 % aufgenommen.

## Verkehr
Der Verkehr war zeitweise sehr stark, vor allem im Sommer, wenn lange Züge mit Badegästen und Sommerfrischlern von Norrköping nach Arkösund fuhren. Der Güterverkehr war mäßig, obwohl es einige Großkunden wie Gusums bruk gab, die die Eisenbahn bis zu ihrer Einstellung nutzten.
Ein Großteil der Haltestelle waren Hållplats oder Hållplats/Lastplats. Der Hållplats hatte im Normalfall einen einfachen Bahnsteig für den Personenverkehr und eventuell eine Weiche für ein Anschlussgleis. Der Lastplats hatte in jedem Fall Weichen für Anschlussgleise, die teilweise das Umfahren von Wagengruppen im Rangierverkehr ermöglichten.

## Zusammenschluss TÖJ
Um eine bessere Zusammenarbeit zwischen den Schmalspurbahnen in Östergötland zu erreichen, wurde 1930 Trafikförvaltningen Östergötlands smalspåriga järnvägar (TÖJ) gegründet. Dieser Zusammenschluss und die Nutzung der Ressourcen der zusammengeschlossenen Unternehmen war der Hauptzweck, die für die verschiedenen Bahngesellschaften Vorteile hatten.

## Verstaatlichung
Die Norrköping–Söderköping–Vikbolandets Järnväg (NSVJ) verlor ihre Eigenständigkeit am 1. Juli 1950, als TÖJ im Zuge der allgemeinen Eisenbahnverstaatlichung in Schweden vom Staat gekauft und in Statens Järnvägar integriert wurde.
Dabei zahlte der Staat insgesamt die Summe von 2.374.800 Kronen für TÖJ. Der Anteil für VB betrug 1.028.400 Kronen für deren Aktien.

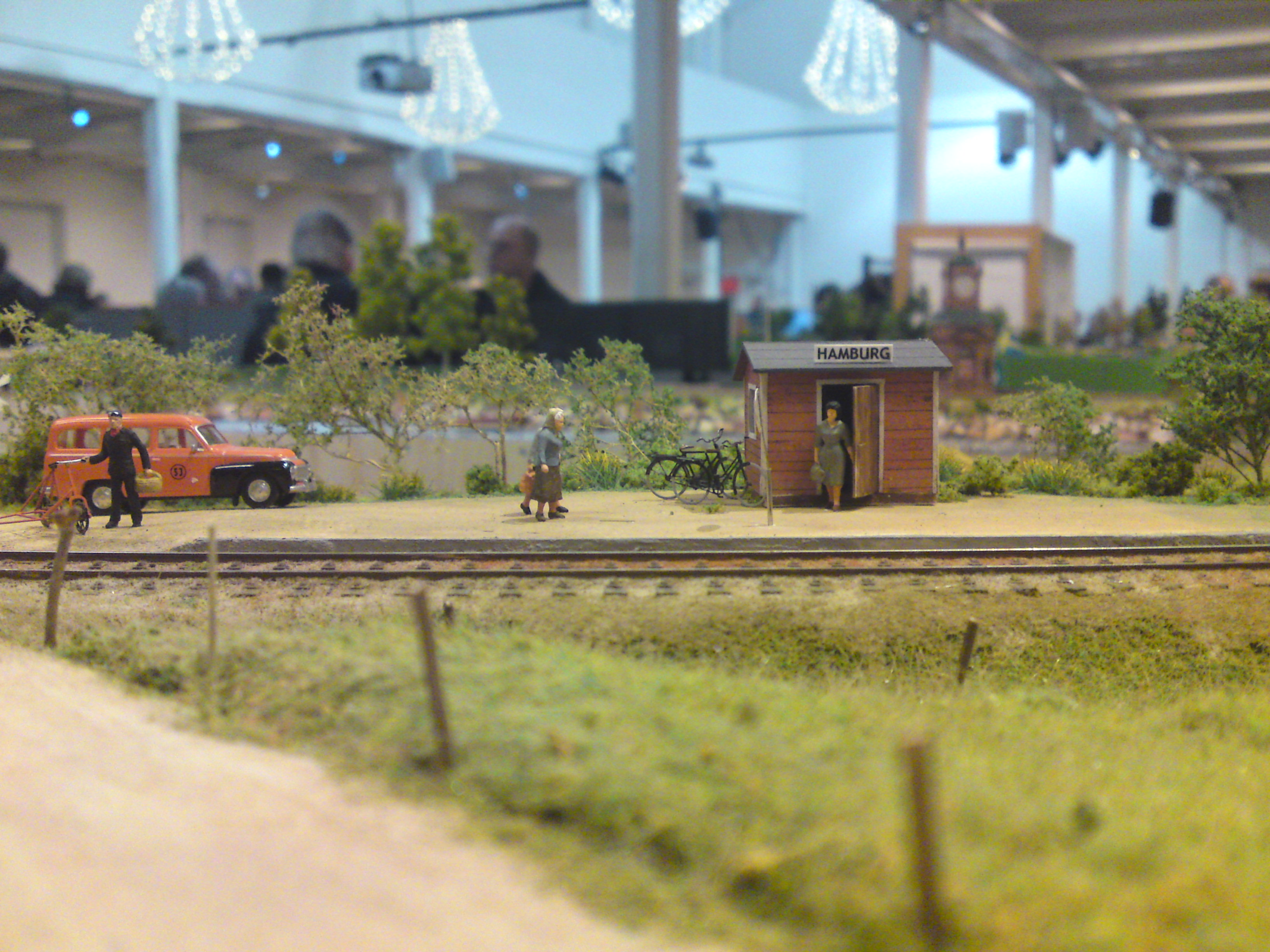
Auf Modellbahnen wird oftmals der Haltepunkt Hamburg realistisch nachgebaut.

## Verkehrsentwicklung und Stilllegung
Den Strecken erwuchs nach dem Zweiten Weltkrieg starke Konkurrenz durch den privaten Autoverkehr. Durch die Übernahme des Personenverkehrs durch Triebwagen war es möglich, die Geschwindigkeit auf der Strecke zu erhöhen und gleichzeitig die Kosten erheblich zu senken. Dies half jedoch nur wenige Jahre. Als der Verkehr auf der Strecke nach Arkösund immer schwächer wurde, wurde dieser Streckenteil 1960 stillgelegt.
Am 1. September 1960 wurde der Verkehr auf der Strecke Östra Husby–Arkösund und am 1. November 1960 auf der Strecke Kummelby–Östra Husby eingestellt. Am 25. September 1966 folgte die Verkehrseinstellung zwischen Norrköping und Valdemarsvik. Die Gleisanlagen zwischen Kummelby und Arkösund wurden 1960/61 abgebaut, 1966/67 folgte der Streckenteil Norrköping Ö–Kummelby–Valdemarsvik.

## Heutiger Zustand
Unmittelbar nach der Stilllegung wurden die Strecken abgebaut und ein Teil der Bahndämme eingeebnet und als Ackerland verwendet. Einige Teilstücke der ehemaligen Strecke werden als Fahrwege und der Abschnitt Gusum–Valdemarsvik als Radweg verwendet. Einige Bahnhofsgebäude sind erhalten und werden nach dem Verkauf privat genutzt. In Gusum sind die südlichen Brückenfundamente der Brücke über den Gusumsån vorhanden. In Söderköping verblieben vier Brückenwiderlager, von denen zwei für eine neue Fußgänger- und Fahrradwegbrücke Verwendung fanden.
Südlich von Tingstad, bei Kummelby und südlich von Söderköping liegt ein Fahrradweg teilweise auf dem alten Gleisbett.